# Diecezja Valle de Chalco
Diecezja Valle de Chalco (łac. Dioecesis Vallis Chalcensis) – diecezja Kościoła rzymskokatolickiego w Meksyku, sufragania archidiecezji Tlalnepantla. 

## Historia
8 lipca 2003 roku papież Jan Paweł II konstytucją apostolską Venerabilis Frater erygował diecezję Valle de Chalco. Dotychczas wierni z tych terenów należeli do diecezji Netzahualcóyotl.

## Ordynariusze
- Luis Artemio Flores Calzada (2003 - 2012)
- Víctor René Rodríguez Gómez (od 2012)